# فكتور كامبنارتس
فكتور كامبنارتس (بالهولندية: Victor Campenaerts)‏ مواليد 28 أكتوبر 1991 في بلجيكا، هو دراج بلجيكي في صنف سباق الدراجات على الطريق.

## سباقات أو مراحل فاز بها
| التاريخ        | السباق                                                           | المركز                  |
| -------------- | ---------------------------------------------------------------- | ----------------------- |
| 18 يوليو 2013  | 2013 European Road Cycling Championships Men U23 ITT             |                         |
| 24 يونيو 2014  | 2014 Sint-Elooisprijs                                            |                         |
| 29 يوليو 2015  | طواف فالوني 2015                                                 | الثاني في التصنيف العام |
| 27 سبتمبر 2015 | 2015 Duo Normand                                                 |                         |
| 23 يونيو 2016  | سباق الطريق ضد الساعة للرجال في بطولة بلجيكا لسباق الدراجات 2016 |                         |
| 15 سبتمبر 2016 | سباق الزمن لنخبة الرجال - بطولة أوروبا للدراجات 2016             |                         |
| 12 أبريل 2017  | برابانتس بييل 2017                                               | التاسع في التصنيف العام |
| 03 أغسطس 2017  | سباق الزمن لنخبة الرجال - بطولة أوروبا للدراجات 2017             | الأول في التصنيف العام  |
| 10 سبتمبر 2017 | طواف بريطانيا 2017                                               | الرابع في التصنيف العام |
| 08 أغسطس 2018  | سباق الزمن لنخبة الرجال - بطولة أوروبا للدراجات 2018             | الأول في التصنيف العام  |
| 26 سبتمبر 2018 | سباق الزمن في بطولة العالم 2018                                  | الثالث في التصنيف العام |
| 20 أغسطس 2020  | سباق الطريق ضد الساعة للرجال في بطولة بلجيكا 2020                |                         |
| 24 أغسطس 2020  | سباق الزمن لنخبة الرجال في بطولة أوروبا 2020                     |                         |
| 16 يونيو 2021  | سباق الطريق ضد الساعة للرجال في بطولة بلجيكا 2021                |                         |
| 24 يونيو 2022  | سباق الزمن على الطريق للرجال في بطولة بلجيكا 2022                |                         |
| 27 يوليو 2022  | طواف الوني 2022                                                  | الأول في تصنيف الجبال   |
| 07 أغسطس 2022  | غروت بريجس جيف شيرنز 2022                                        |                         |
| 23 يوليو 2023  | طواف فرنسا 2023                                                  |                         |
| 19 أغسطس 2023  | دريفينكويرز أوفيريجز 2023                                        |                         |

## روابط خارجية
- فكتور كامبنارتس على موقع الاتحاد الدولي للدراجات (الإنجليزية)
- فكتور كامبنارتس على موقع أرشيف الدراجات (الإنجليزية)
- فكتور كامبنارتس على موقع إحصائيات الدراجات الإحترافية (الإنجليزية)
- فكتور كامبنارتس على موقع نسبة الدراجات (الإنجليزية)
- فكتور كامبنارتس على موقع CycleBase (الإنجليزية)